# Open di Francia 2019
L'Open di Francia 2019 (conosciuto anche come Roland Garros) è stato un torneo di tennis giocato sulla terra rossa. Si è trattato della 118ª edizione dell'Open di Francia e la seconda prova del Grande Slam dell'anno. Si è giocato allo Stade Roland Garros di Parigi, in Francia, dal 26 maggio al 9 giugno 2019. I detentori del titolo del singolare maschile e femminile erano rispettivamente lo spagnolo Rafael Nadal e la rumena Simona Halep. Nel singolare maschile Nadal è riuscito a difendere il titolo mentre nel singolare femminile la vincitrice è stata l'australiana Ashleigh Barty.

## Torneo

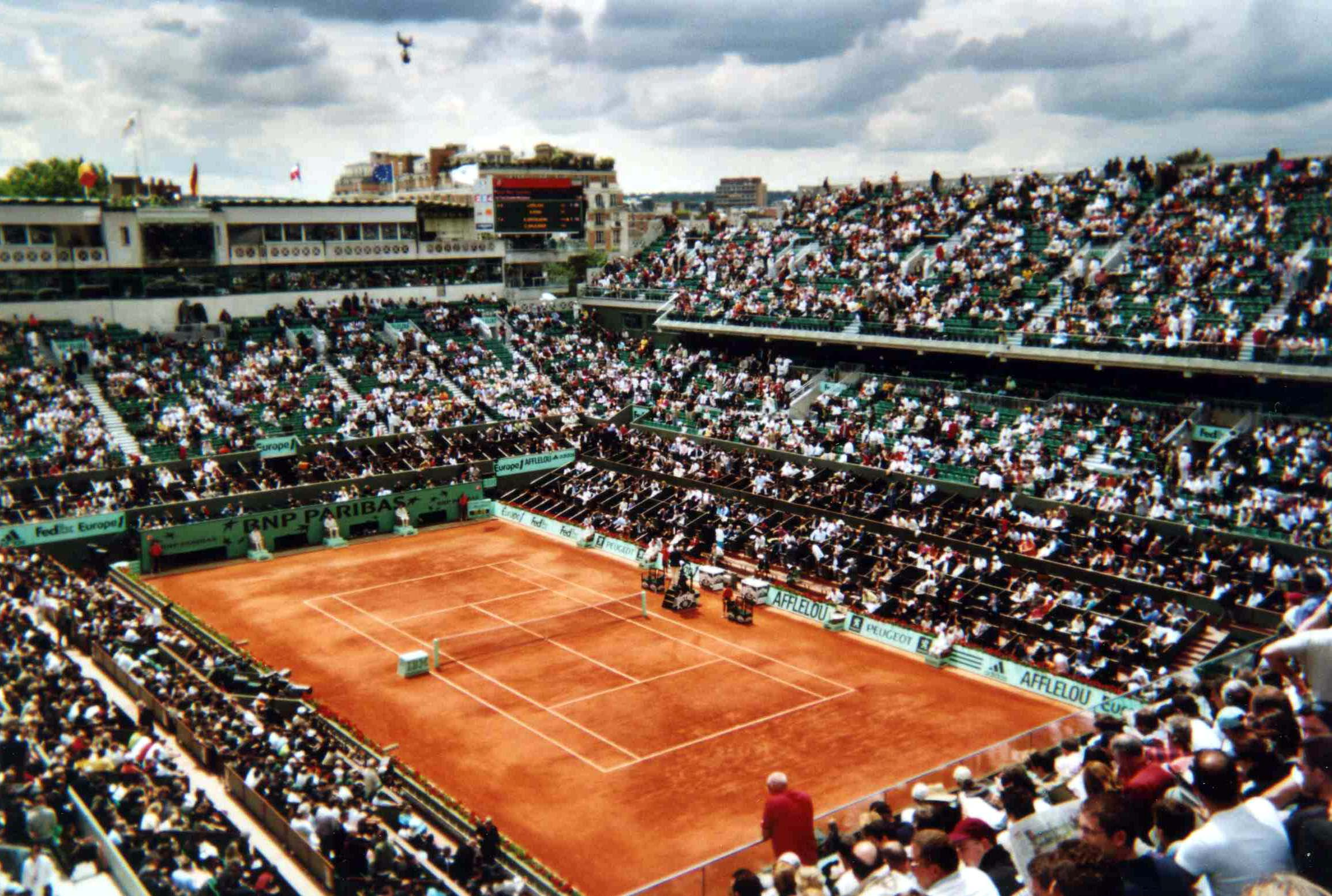
Il Philippe Chatrier dove si sono giocate le finali dell'Open di Francia

L'evento è stato organizzato dalla International Tennis Federation (ITF), e ha fatto parte dell'ATP Tour 2019 e del WTA Tour 2019 sotto la categoria Grande Slam. Il torneo ha compreso il singolare (maschile, femminile), il doppio (maschile, femminile) e il doppio misto. Si sono disputati anche i tornei di singolare e doppio per ragazze e ragazzi (giocatori under 18), e i tornei di singolare e doppio in carrozzina.
Il torneo si è giocato su ventidue campi in terra rossa, inclusi i tre campi principali: Court Philippe Chatrier, Court Suzanne Lenglen e Court Simonne-Mathieu.

## Teste di serie nel singolare
| Legenda colori              |
| Vincitore                   |
| Finalista                   |
| Semifinalista               |
| Quarti di finale            |
| Eliminati al 1T, 2T, 3T, 4T |

### Singolare maschile
Le teste di serie maschili sono state assegnate seguendo la classifica ATP al 20 maggio 2019.
Nella tabella sottostante ranking e punteggio precedente al 28 maggio 2019.
| Tds | Rank | Giocatore             | Punteggio precedente | Punti da difendere | Punti conquistati | Nuovo punteggio | Situazione                                               |
| --- | ---- | --------------------- | -------------------- | ------------------ | ----------------- | --------------- | -------------------------------------------------------- |
| 1   | 1    | Novak Djokovic        | 12.355               | 360                | 720               | 12.715          | Eliminato in SF da Dominic Thiem [4]                     |
| 2   | 2    | Rafael Nadal          | 7.945                | 2.000              | 2.000             | 7.945           | Vittoria in finale contro Dominic Thiem [4]              |
| 3   | 3    | Roger Federer         | 5.950                | 0                  | 720               | 6.670           | Eliminato in SF da Rafael Nadal [2]                      |
| 4   | 4    | Dominic Thiem         | 4.685                | 1.200              | 1.200             | 4.685           | Sconfitto in finale da Rafael Nadal [2]                  |
| 5   | 5    | Alexander Zverev      | 4.360                | 360                | 360               | 4.360           | Eliminato ai QF da Novak Djokovic [1]                    |
| 6   | 6    | Stefanos Tsitsipas    | 4.080                | 45                 | 180               | 4.215           | Eliminato al 4°T da Stan Wawrinka [24]                   |
| 7   | 7    | Kei Nishikori         | 3.860                | 180                | 360               | 4.040           | Eliminato ai QF da Rafael Nadal [2]                      |
| 8   | 9    | Juan Martín del Potro | 3.235                | 720                | 180               | 2.695           | Eliminato al 4°T da Karen Chačanov [10]                  |
| 9   | 11   | Fabio Fognini         | 2.785                | 180                | 180               | 2.785           | Eliminato al 4°T da Alexander Zverev [5]                 |
| 10  | 12   | Karen Chačanov        | 2.800                | 180                | 360               | 2.980           | Eliminato ai QF da Dominic Thiem [4]                     |
| 11  | 13   | Marin Čilić           | 2.710                | 360                | 45                | 2.395           | Eliminato al 2°T da Grigor Dimitrov                      |
| 12  | 14   | Daniil Medvedev       | 2.625                | 10                 | 10                | 2.625           | Eliminato al 1°T da Pierre-Hugues Herbert                |
| 13  | 15   | Borna Ćorić           | 2.525                | 10                 | 90                | 2.605           | Eliminato al 3°T da Jan-Lennard Struff                   |
| 14  | 17   | Gaël Monfils          | 1.965                | 90                 | 180               | 2.055           | Eliminato al 4°T da Dominic Thiem [4]                    |
| 15  | 16   | Nikoloz Basilašvili   | 1.970                | 10                 | 10                | 1.970           | Eliminato al 1°T da Juan Ignacio Londero                 |
| 16  | 19   | Marco Cecchinato      | 1.840                | 720                | 10                | 1.130           | Eliminato al 1°T da Nicolas Mahut [WC]                   |
| 17  | 20   | Diego Schwartzman     | 1.755                | 360                | 45                | 1.440           | Eliminato al 2°T da Leonardo Mayer                       |
| 18  | 21   | Roberto Bautista Agut | 1.690                | 90                 | 90                | 1.690           | Eliminato al 3°T da Fabio Fognini [9]                    |
| 19  | 23   | Guido Pella           | 1.460                | 45+25              | 45+20             | 1.455           | Eliminato al 2°T da Corentin Moutet [WC]                 |
| 20  | 24   | Denis Shapovalov      | 1.425                | 45                 | 10                | 1.390           | Eliminato al 1°T da Jan-Lennard Struff                   |
| 21  | 25   | Alex de Minaur        | 1.410                | 0+65               | 45+20             | 1.410           | Eliminato al 2°T da Pablo Carreño Busta                  |
| 22  | 26   | Lucas Pouille         | 1.385                | 90                 | 45                | 1.340           | Eliminato al 2°T da Martin Kližan                        |
| 23  | 27   | Fernando Verdasco     | 1.370                | 180                | 45                | 1.235           | Eliminato al 2°T da Antoine Hoang [WC]                   |
| 24  | 28   | Stan Wawrinka         | 1.365                | 10                 | 360               | 1.715           | Eliminato ai QF da Roger Federer [3]                     |
| 25  | 22   | Félix Auger-Aliassime | 1.482                | (20)†              | 0                 | 1.462           | Ritirato a causa di un infortunio all'adduttore sinistro |
| 26  | 33   | Gilles Simon          | 1.235                | 90                 | 45                | 1.190           | Eliminato al 2°T da Salvatore Caruso [Q]                 |
| 27  | 29   | David Goffin          | 1.325                | 180                | 90                | 1.235           | Eliminato al 3°T da Rafael Nadal [2]                     |
| 28  | 30   | Kyle Edmund           | 1.325                | 90                 | 45                | 1.280           | Eliminato al 2°T da Pablo Cuevas                         |
| 29  | 31   | Matteo Berrettini     | 1,320                | 90                 | 45                | 1,275           | Eliminato al 2°T da Casper Ruud                          |
| 30  | 35   | Dušan Lajović         | 1.226                | 45                 | 90                | 1.271           | Eliminato al 3°T da Alexander Zverev [5]                 |
| 31  | 32   | Laslo Djere           | 1.314                | 10+75              | 90+75             | 1.394           | Eliminato al 3°T da Kei Nishikori [7]                    |
| 32  | 34   | Frances Tiafoe        | 1.230                | 10                 | 10                | 1.230           | Eliminato al 1°T da Filip Krajinović                     |

#### Teste di serie ritirate
| Rank | Giocatore      | Punteggio precedente | Punti da difendere | Nuovo punteggio | Motivo ritiro                  |
| ---- | -------------- | -------------------- | ------------------ | --------------- | ------------------------------ |
| 8    | Kevin Anderson | 3.745                | 180                | 3.565           | Infortunio al gomito destro    |
| 10   | John Isner     | 2.895                | 180                | 2.715           | Infortunio al piede sinistro   |
| 18   | Milos Raonic   | 1.960                | 0                  | 1.960           | Infortunio al ginocchio destro |

† Il giocatore non si è qualificato per l'edizione 2018 del torneo. Di conseguenza, vengono dedotti i punti del suo 18º miglior piazzamento stagionale.

### Singolare femminile
Le teste di serie femminili sono state assegnate seguendo la classifica WTA al 20 maggio 2019.
Nella tabella sottostante ranking e punteggio precedente al 27 maggio 2019.
| Tds | Rank | Giocatrice           | Punteggio precedente | Punti da difendere | Punti conquistati | Nuovo punteggio | Situazione                                     |
| --- | ---- | -------------------- | -------------------- | ------------------ | ----------------- | --------------- | ---------------------------------------------- |
| 1   | 1    | Naomi Ōsaka          | 6.486                | 130                | 130               | 6.486           | Eliminata al 3°T da Kateřina Siniaková         |
| 2   | 2    | Karolína Plíšková    | 5.685                | 130                | 130               | 5.685           | Eliminata al 3°T da Petra Martić [31]          |
| 3   | 3    | Simona Halep         | 5.533                | 2.000              | 430               | 3.963           | Eliminata ai QF da Amanda Anisimova            |
| 4   | 4    | Kiki Bertens         | 5.405                | 130                | 70                | 5.345           | Eliminata al 2°T da Viktória Kužmová           |
| 5   | 5    | Angelique Kerber     | 5.095                | 430                | 10                | 4.675           | Eliminata al 1°T da Anastasija Potapova        |
| 6   | 6    | Petra Kvitová        | 5.055                | 130                | 0                 | 4.925           | Ritirata per infortunio                        |
| 7   | 7    | Sloane Stephens      | 4.552                | 1.300              | 430               | 3.682           | Eliminata ai QF da Johanna Konta [26]          |
| 8   | 8    | Ashleigh Barty       | 4.420                | 70                 | 2.000             | 6.350           | Vittoria in finale contro Markéta Vondroušová  |
| 9   | 9    | Elina Svitolina      | 3.967                | 130                | 130               | 3.967           | Eliminata al 3°T da Garbiñe Muguruza [19]      |
| 10  | 10   | Serena Williams      | 3.521                | 240                | 130               | 3.411           | Eliminata al 3°T da Sofia Kenin                |
| 11  | 11   | Aryna Sabalenka      | 3.505                | 10                 | 70                | 3.565           | Eliminata al 2°T da Amanda Anisimova           |
| 12  | 12   | Anastasija Sevastova | 3,136                | 10                 | 240               | 3,366           | Eliminata al 4°T da Markéta Vondroušová        |
| 13  | 13   | Caroline Wozniacki   | 3.063                | 240                | 10                | 2.833           | Eliminata al 1°T da Veronika Kudermetova       |
| 14  | 14   | Madison Keys         | 2,965                | 780                | 430               | 2,615           | Eliminata ai QF da Ashleigh Barty [8]          |
| 15  | 15   | Belinda Bencic       | 2.893                | 70                 | 130               | 2.953           | Eliminata al 3°T da Donna Vekić [23]           |
| 16  | 16   | Qiang Wang           | 2.812                | 130                | 70                | 2.752           | Eliminata al 2°T da Iga Świątek                |
| 17  | 17   | Anett Kontaveit      | 2.565                | 240                | 10                | 2.335           | Eliminata al 1°T da Karolína Muchová           |
| 18  | 18   | Julia Görges         | 2.520                | 130                | 10                | 2.400           | Eliminata al 1°T da Kaia Kanepi                |
| 19  | 19   | Garbiñe Muguruza     | 2.465                | 780                | 240               | 1.925           | Eliminata al 4°T da Sloane Stephens [7]        |
| 20  | 20   | Elise Mertens        | 2.305                | 240                | 130               | 2.195           | Eliminata al 3°T da Anastasija Sevastova [12]  |
| 21  | 21   | Dar'ja Kasatkina     | 2.150                | 430                | 70                | 1.790           | Eliminata al 2°T da Mónica Puig                |
| 22  | 23   | Bianca Andreescu     | 1.973                | 30                 | 70                | 2.013           | Ritirata al 2°T per infortunio                 |
| 23  | 24   | Donna Vekić          | 1.940                | 70                 | 240               | 2.110           | Eliminata al 4°T da Johanna Konta [26]         |
| 24  | 22   | Caroline Garcia      | 2.055                | 240                | 70                | 1.885           | Eliminata al 2°T da Anna Blinkova [Q]          |
| 25  | 25   | Hsieh Su-wei         | 1.825                | 10                 | 70                | 1.885           | Eliminata al 2°T da Andrea Petković            |
| 26  | 26   | Johanna Konta        | 1.785                | 10                 | 780               | 2.555           | Eliminata in semifinale da Markéta Vondroušová |
| 27  | 27   | Lesja Curenko        | 1.767                | 240                | 130               | 1.657           | Eliminata al 3°T da Simona Halep [3]           |
| 28  | 29   | Carla Suárez Navarro | 1.672                | 70                 | 130               | 1.732           | Eliminata al 3°T da Markéta Vondroušová        |
| 29  | 30   | Maria Sakkarī        | 1.642                | 130                | 70                | 1.582           | Eliminata al 2°T da Kateřina Siniaková         |
| 30  | 33   | Mihaela Buzărnescu   | 1.575                | 240                | 10                | 1.345           | Eliminata al 1°T da Ekaterina Aleksandrova     |
| 31  | 33   | Petra Martić         | 1.615                | 70                 | 430               | 1.975           | Eliminata ai QF da Markéta Vondroušová         |
| 32  | 34   | Aljaksandra Sasnovič | 1.550                | 70                 | 10                | 1.490           | Eliminata al 1°T da Polona Hercog              |
| N/A | 38   | Markéta Vondroušová  | 1.450                | 10                 | 1.300             | 2.740           | Sconfitta in finale da Ashleigh Barty [8]      |
| N/A | 51   | Amanda Anisimova     | 1.110                | 0                  | 780               | 1.890           | Eliminata in semifinale da Ashleigh Barty [8]  |

## Teste di serie nel doppio
| Legenda colori          |
| Vincitori               |
| Finalisti               |
| Semifinalisti           |
| Quarti di finale        |
| Eliminati al 1T, 2T, 3T |

### Doppio maschile
| Coppia               | Coppia                 | Rank1 | Tds |
| -------------------- | ---------------------- | ----- | --- |
| Łukasz Kubot         | Marcelo Melo           | 7     | 1   |
| Jamie Murray         | Bruno Soares           | 15    | 2   |
| Juan Sebastián Cabal | Robert Farah           | 20    | 3   |
| Oliver Marach        | Mate Pavić             | 26    | 4   |
| Nikola Mektić        | Franko Škugor          | 27    | 5   |
| Raven Klaasen        | Michael Venus          | 28    | 6   |
| Bob Bryan            | Mike Bryan             | 35    | 7   |
| Henri Kontinen       | John Peers             | 35    | 8   |
| Máximo González      | Horacio Zeballos       | 39    | 9   |
| Jean-Julien Rojer    | Horia Tecău            | 41    | 10  |
| Rajeev Ram           | Joe Salisbury          | 47    | 11  |
| Ivan Dodig           | Édouard Roger-Vasselin | 59    | 12  |
| Nicolas Mahut        | Jürgen Melzer          | 60    | 13  |
| Robin Haase          | Frederik Nielsen       | 65    | 14  |
| Ben McLachlan        | Jan-Lennard Struff     | 69    | 15  |
| Austin Krajicek      | Artem Sitak            | 73    | 16  |

- 1 Ranking al 20 maggio 2019.

### Doppio femminile
| Coppia              | Coppia              | Rank1 | Tds |
| ------------------- | ------------------- | ----- | --- |
| Barbora Krejčíková  | Kateřina Siniaková  | 3     | 1   |
| Tímea Babos         | Kristina Mladenovic | 9     | 2   |
| Hsieh Su-wei        | Barbora Strýcová    | 22    | 3   |
| Gabriela Dabrowski  | Xu Yifan            | 22    | 4   |
| Samantha Stosur     | Zhang Shuai         | 23    | 5   |
| Elise Mertens       | Aryna Sabalenka     | 29    | 6   |
| Nicole Melichar     | Květa Peschke       | 29    | 7   |
| Chan Hao-ching      | Latisha Chan        | 32    | 8   |
| Anna-Lena Grönefeld | Demi Schuurs        | 34    | 9   |
| Lucie Hradecká      | Andreja Klepač      | 42    | 10  |
| Victoria Azarenka   | Ashleigh Barty      | 51    | 11  |
| Eri Hozumi          | Makoto Ninomiya     | 54    | 12  |
| Alicja Rosolska     | Yang Zhaoxuan       | 56    | 13  |
| Irina-Camelia Begu  | Mihaela Buzărnescu  | 61    | 14  |
| Kirsten Flipkens    | Johanna Larsson     | 70    | 15  |
| Darija Jurak        | Raluca Olaru        | 73    | 16  |

- 1 Ranking al 20 maggio 2019.

### Doppio misto
| Team                | Team              | Rank1 | Tds |
| ------------------- | ----------------- | ----- | --- |
| Nicole Melichar     | Bruno Soares      | 23    | 1   |
| Gabriela Dabrowski  | Mate Pavić        | 23    | 2   |
| Barbora Krejčiková  | Rajeev Ram        | 26    | 3   |
| Demi Schuurs        | Jean-Julien Rojer | 27    | 4   |
| Zhang Shuai         | John Peers        | 28    | 5   |
| Chan Hao-ching      | Oliver Marach     | 31    | 6   |
| Alicja Rosolska     | Nikola Mektić     | 33    | 7   |
| Anna-Lena Grönefeld | Robert Farah      | 37    | 8   |

- 1 Ranking al 20 maggio 2019.

## Wildcard
Ai seguenti giocatori è stata assegnata una wildcard per accedere al tabellone principale.

### Singolare maschile
- Quentin Halys
- Antoine Hoang
- Maxime Janvier
- Nicolas Mahut
- Corentin Moutet
- Tommy Paul
- Alexei Popyrin

### Singolare femminile
- Audrey Albié
- Lauren Davis
- Priscilla Hon
- Séléna Janicijevic
- Chloé Paquet
- Diane Parry
- Jessika Ponchet
- Harmony Tan

### Doppio maschile
- Grégoire Barrère /  Quentin Halys
- Elliot Benchetrit /  Geoffrey Blancaneaux
- Benjamin Bonzi /  Antoine Hoang
- Mathias Bourgue /  Jonathan Eysseric
- Enzo Couacaud /  Tristan Lamasine
- Hugo Gaston /  Clément Tabur
- Manuel Guinard /  Arthur Rinderknech

### Doppio femminile
- Julie Belgraver /  Mylène Halemai
- Loudmilla Bencheikh /  Cori Gauff
- Estelle Cascino /  Elixane Lechemia
- Aubane Droguet /  Séléna Janicijevic
- Fiona Ferro /  Diane Parry
- Amandine Hesse /  Jessika Ponchet
- Chloé Paquet /  Pauline Parmentier

### Doppio misto
- Manon Arcangioli /  Tristan Lamasine
- Alizé Cornet /  Jonathan Eysseric
- Amandine Hesse /  Benjamin Bonzi
- Chloé Paquet /  Benoît Paire
- Pauline Parmentier /  Fabrice Martin
- Margot Yerolymos /  Grégoire Barrère

## Qualificazioni
Le qualificazioni per i tabelloni principali si sono disputate dal 20 maggio 2019.

### Singolare maschile
1. Elliot Benchetrit
2. Simone Bolelli
3. Salvatore Caruso
4. Kimmer Coppejans
5. Guillermo García López
6. Yannick Hanfmann
7. Yannick Maden
8. Pedro Martínez
9. Rudolf Molleker
10. Thiago Monteiro
11. Alexandre Müller
12. Blaž Rola
13. Tennys Sandgren
14. Stefano Travaglia
15. Aleksej Vatutin
16. Mikael Ymer

Lucky Loser
1. Alejandro Davidovich Fokina
2. Henri Laaksonen
3. Oscar Otte
4. Lukáš Rosol
5. Serhij Stachovs'kyj

### Singolare femminile
1. Anna Blinkova
2. Aliona Bolsova
3. Giulia Gatto-Monticone
4. Kristína Kučová
5. Varvara Lepchenko
6. Antonia Lottner
7. Kurumi Nara
8. Jasmine Paolini
9. Bernarda Pera
10. Elena Rybakina
11. Ljudmila Samsonova
12. Sof'ja Žuk

Lucky Loser
1. Tímea Babos
2. Marie Bouzková
3. Kaja Juvan

## Ranking protetto
I seguenti giocatori sono entrati in tabellone con il ranking protetto:

### Singolare maschile
- Jozef Kovalík (PR 85)
- Cedrik-Marcel Stebe (PR 95)
- Janko Tipsarević (PR 88)
- Jo-Wilfried Tsonga (PR 34)

### Singolare femminile
- Shelby Rogers (PR 81)
- Anna Tatishvili (PR 107)

## Ritiri
I seguenti giocatori sono stati ammessi di diritto nel tabellone principale, ma si sono ritirati a causa di infortuni o altri motivi.
Prima del torneo
Singolare maschile
- Chung Hyeon → sostituito da  Maximilian Marterer
- Félix Auger-Aliassime → sostituito da  Alejandro Davidovich Fokina
- Tomáš Berdych → sostituito da  Serhij Stachovs'kyj
- John Isner → sostituito da  Roberto Carballés Baena
- Nick Kyrgios → sostituito da  Oscar Otte
- Sam Querrey → sostituito da  Henri Laaksonen
- Milos Raonic → sostituito da  Lukáš Rosol
- Andrej Rublëv → sostituito da  Filip Krajinović

Singolare femminile
- Katie Boulter → sostituita da  Marie Bouzková
- Camila Giorgi → sostituita da  Tímea Babos
- Petra Kvitová → sostituita da  Kaja Juvan
- Ekaterina Makarova → sostituita da  Anna Tatishvili
- Marija Šarapova → sostituita da  Mandy Minella

Durante il torneo
Singolare Maschile
- Pablo Carreño Busta
- Kyle Edmund

Singolare Femminile
- Bianca Andreescu
- Kiki Bertens
- Daria Gavrilova
- Kateryna Kozlova

## Campioni

### Senior

#### Singolare maschile
Rafael Nadal ha sconfitto in finale  Dominic Thiem con il punteggio di 6–3, 5–7, 6–1, 6–1.
- È l'ottantaduesimo titolo in carriera per Nadal, secondo della stagione e diciottesimo titolo Slam in carriera. È inoltre il dodicesimo titolo a Parigi per Nadal.

#### Singolare femminile
Ashleigh Barty ha sconfitto in finale  Markéta Vondroušová con il punteggio di 6–1, 6–3.
- È il quinto titolo in carriera per Barty, secondo in stagione e primo Slam in carriera.

#### Doppio maschile
Kevin Krawietz /  Andreas Mies hanno sconfitto  Jérémy Chardy /  Fabrice Martin con il punteggio di 6–2, 7–6(3).

#### Doppio femminile
Tímea Babos /  Kristina Mladenovic hanno sconfitto in finale  Duan Yingying /  Zheng Saisai con il punteggio di 6–2, 6–3.

#### Doppio misto
Latisha Chan /  Ivan Dodig hanno sconfitto in finale  Gabriela Dabrowski /  Mate Pavić con il punteggio di 6–1, 7–6(5).

### Junior

#### Singolare ragazzi
Holger Vitus Nødskov Rune ha sconfitto in finale  Toby Alex Kodat con il punteggio di 6–3, 6(5)–7, 6–0.

#### Singolare ragazze
Leylah Annie Fernandez ha sconfitto in finale  Emma Navarro con il punteggio di 6–3, 6–2.

#### Doppio ragazzi
Matheus Pucinelli de Almeida /  Thiago Agustín Tirante hanno sconfitto in finale  Flavio Cobolli /  Dominic Stephan Stricker con il punteggio di 7–6(3), 6–4.

#### Doppio ragazze
Chloe Beck /  Emma Navarro hanno sconfitto in finale  Alina Čaraeva /  Anastasija Tichonova con il punteggio di 6–1, 6–2.

### Tennisti in carrozzina

#### Singolare maschile carrozzina
Gustavo Fernández ha sconfitto in finale  Gordon Reid con il punteggio di 6–1, 6–3.

#### Singolare femminile carrozzina
Diede de Groot ha sconfitto in finale  Yui Kamiji con il punteggio di 6–1, 6–0.

#### Quad singolare
Dylan Alcott ha sconfitto in finale  David Wagner con il punteggio di 6–2, 4–6, 6–2.

#### Doppio maschile carrozzina
Gustavo Fernández /  Shingo Kunieda hanno sconfitto in finale  Stéphane Houdet /  Nicolas Peifer con il punteggio di 2–6, 6–2, [10–8].

#### Doppio femminile carrozzina
Diede de Groot /  Aniek van Koot hanno sconfitto in finale  Marjolein Buis /  Sabine Ellerbrock con il punteggio di 6–1, 6–1.

#### Quad doppio
Dylan Alcott /  David Wagner hanno sconfitto in finale  Ymanitu Silva /  Kogi Sugeno con il punteggio di 6–3, 6–3.

### Leggende

#### Doppio leggende under 45
Sébastien Grosjean /  Michaël Llodra hanno sconfitto in finale  Juan Carlos Ferrero /  Andrij Medvedjev con il punteggio di 7–6(4), 7–5.

#### Doppio leggende over 45
Sergi Bruguera /  Goran Ivanišević hanno sconfitto in finale  Mikael Pernfors /  Mats Wilander con il punteggio di 6–2, 4–6, [10–4].

#### Doppio leggende femminile
Nathalie Dechy /  Amélie Mauresmo hanno sconfitto in finale  Martina Navrátilová /  Dinara Safina con il punteggio di 6–3, 6–4.

## Punti e distribuzione dei premi in denaro

### Distribuzione dei punti
Di seguito le tabelle per ciascuna competizione, che mostrano i punti validi per il ranking per ogni evento.

#### Tornei uomini e donne
| Evento              | V    | F    | SF  | QF  | 4T  | 3T  | 2T | 1T   | Q    | Q3   | Q2   | Q1   |
| Singolare maschile  | 2000 | 1200 | 720 | 360 | 180 | 90  | 45 | 10   | 25   | 16   | 8    | 0    |
| Doppio maschile     | 2000 | 1200 | 720 | 360 | 180 | 90  | 0  | N.D. | N.D. | N.D. | N.D. | N.D. |
| Singolare femminile | 2000 | 1300 | 780 | 430 | 240 | 130 | 70 | 10   | 40   | 30   | 20   | 2    |
| Doppio femminile    | 2000 | 1300 | 780 | 430 | 240 | 130 | 10 | N.D. | N.D. | N.D. | N.D. | N.D. |

#### Carrozzina
| Evento         | V   | F   | SF   | QF   |
| Singolare      | 800 | 500 | 375  | 100  |
| Doppio         | 800 | 500 | 100  | N.D. |
| Quad Singolare | 800 | 500 | 100  | N.D. |
| Quad Doppio    | 800 | 100 | N.D. | N.D. |

#### Junior
| Evento            | V   | F   | SF  | QF  | 2T | 1T   | Q    | Q3   |
| Singolare ragazzi | 375 | 270 | 180 | 120 | 75 | 30   | 25   | 20   |
| Singolare ragazze | 375 | 270 | 180 | 120 | 75 | 30   | 25   | 20   |
| Doppio ragazzi    | 270 | 180 | 120 | 75  | 45 | N.D. | N.D. | N.D. |
| Doppio ragazze    | 270 | 180 | 120 | 75  | 45 | N.D. | N.D. | N.D. |

### Montepremi
| Evento                  | V          | F          | SF       | QF       | 4T       | 3T       | 2T      | 1T      | Q3      | Q2      | Q1     |
| Singolare               | €2.300.000 | €1.180.000 | €590.000 | €415.000 | €243.000 | €143.000 | €87.000 | €46.000 | €24.000 | €12.250 | €7.000 |
| Doppio*                 | €580.000   | €290.000   | €146.000 | €79.500  | €42.500  | €23.000  | €11.500 | N.D.    | N.D.    | N.D.    | N.D.   |
| Doppio misto*           | €122.000   | €61.000    | €31.000  | €17.500  | €10.000  | €5.000   | N.D.    | N.D.    | N.D.    | N.D.    | N.D.   |
| Singolare in carrozzina | €53.000    | €26.500    | €13.500  | €6.750   | N.D.     | N.D.     | N.D.    | N.D.    | N.D.    | N.D.    | N.D.   |
| Doppio in carrozzina*   | €16.000    | €8.000     | €4.750   | N.D.     | N.D.     | N.D.     | N.D.    | N.D.    | N.D.    | N.D.    | N.D.   |

* per team